# 天主教多尔顿根杰教区
天主教多爾頓根傑教區 （拉丁語：Dioecesis Daltonganiensis）是印度一個羅馬天主教教區，屬蘭契總教區。
教區成立於1971年6月5日，位於賈坎德邦西北部帕拉木縣和加瓦縣。2006年有教友60,675人（佔轄區總人口2.5%）、廿三個堂區、六十三名司鐸。現任教區主教為嘉俾厄爾‧庫尤爾。